# Beurnevésin
Beurnevésin (ancien nom allemand : Brischwil) est une localité de Basse-Vendline et une ancienne commune suisse du canton du Jura, située dans le district de Porrentruy.

## Population

### Surnom
Les habitants de Beurnevésin sont surnommés les Gravalons, soit les frelons, et les Queues de Poulain (lè Coûè te Polin en patois ajoulot).

### Démographie
La localité compte 225 habitants en 1809, 347 en 1850, 248 en 1900, 225 en 1930, 222 en 1950, 157 en 2000 et 139 en 2010.

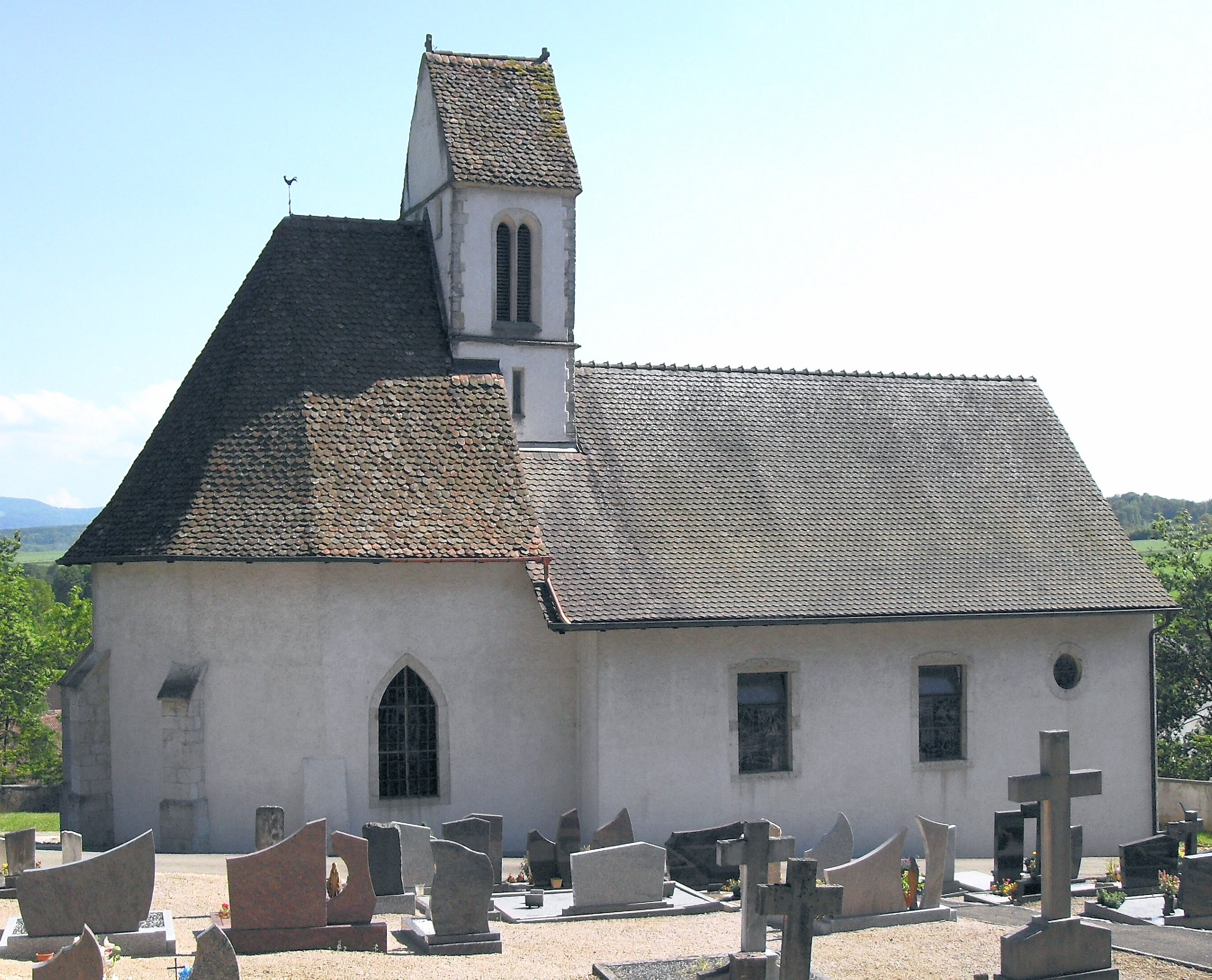
L'église Saint-Jacques à Beurnevésin.

## Histoire
Le 14 mai 2023, par votation communale, les habitants acceptent, par 56 voix contre 8, de fusionner avec la commune de Bonfol pour former la commune de Basse-Vendline. La fusion est effective depuis le 1er janvier 2024.

## Tourisme
- Borne des Trois Puissances